# اوغول‌جاک (بتلیس)
اوغول‌جاک (به ترکی استانبولی: Oğulcak) یک منطقهٔ مسکونی در ترکیه است که در بیتلیس واقع شده‌است. اوغول‌جاک ۰ نفر جمعیت دارد.